# Stat de drept

Conceptul în varianta daneză (Retsstat), așa cum este ilustrat în propaganda Partidului Justiției din Danemarca, 1939

Statul de drept este o doctrină fundamentală în gândirea juridică europeană, având origini în jurisprudența germană. Acest concept poate fi tradus în limba engleză ca „rule of law” și se referă la un sistem în care puterea guvernamentală este limitată de lege, asigurând astfel protecția drepturilor fundamentale ale cetățenilor.
Principiile statului de drept includ:
- Toate acțiunile guvernamentale trebuie să respecte legea.
- Toți cetățenii, indiferent de statutul lor, trebuie să fie tratați egal.
- Există o distincție clară între puterile legislative, executive și judiciare pentru a preveni abuzul de putere.
- Cetățenii trebuie să aibă posibilitatea de a contesta deciziile autorităților în instanțe imparțiale.

Statul de drept nu doar că garantează legalitatea, dar și încurajează justiția morală, printr-o abordare bazată pe etică și raționalitate. Acest principiu este opus sistemelor autoritare, în care puterea este exercitată în mod arbitrar, fără respectarea drepturilor cetățenilor.
Conceptul de stat de drept se diferențiază de abordarea anglo-americană prin faptul că pune accent pe justiția morală și echitate, nu doar pe legalitate.

## Statul de drept în România
Statul de drept în România este fundamentat pe Constituția României din 1991, care garantează drepturile fundamentale ale cetățenilor și stabilește separarea puterilor în stat. Potrivit articolului 1, România este un stat de drept, democratic și unitar. Constituția asigură supremația legii și protecția drepturilor cetățenilor, stipulând că toate persoanele sunt egale în fața legii.
Curtea Constituțională este responsabilă pentru verificarea constituționalității legilor și actelor normative. Curtea are rolul de a proteja drepturile fundamentale și de a asigura respectarea principiilor constituționale.
Parchetul și instanțele judecătorești aplică legea și asigură judecarea echitabilă a cazurilor. Sistemul judiciar românesc a fost supus unor reforme pentru a spori transparența și eficiența.

### Provocări
Corupția rămâne o problemă semnificativă în România, afectând încrederea cetățenilor în instituțiile statului. Rapoartele Mecanismului de Cooperare și Verificare (MCV) subliniază necesitatea unor măsuri mai ferme în combaterea corupției.
România a fost adesea criticată de Uniunea Europeană și organizații internaționale pentru retrocedarea unor progrese în ceea ce privește respectarea statului de drept.
În ciuda provocărilor, România a realizat progrese în reformarea sistemului judiciar, îmbunătățind transparența și eficiența instituțiilor publice. De exemplu, în 2020, Guvernul a implementat noi reglementări pentru a sprijini independența justiției.

### Implicarea cetățenilor
Societatea civilă din România este activă în promovarea statului de drept, cetățenii organizând proteste și campanii de advocacy pentru drepturile omului. 
În ianuarie 2017, Guvernul României, condus de Partidul Social Democrat (PSD) sub premierul Sorin Grindeanu, a adoptat o ordonanță de urgență care modifica codurile penale și care, în esență, ar fi dezincriminat anumite fapte de corupție. Această măsură a stârnit o reacție vehementă din partea societății civile, a opoziției politice și a organismelor internaționale, care considerau că aceste modificări ar submina lupta împotriva corupției în România.
În 2019, noi proteste au avut loc în România, de data aceasta cu scopul de a susține independența justiției și de a se opune atacurilor asupra sistemului judiciar. Aceste proteste au fost în mare parte reacții la modificările legislative și la retorica din partea unor politicieni care păreau să submineze autoritatea și independența instanțelor de judecată.

## Statul de drept în Uniunea Europeană
Statul de drept este o valoare fundamentală pe care se bazează Uniunea Europeană (UE) și este esențial pentru funcționarea acesteia. El impune ca toate puterile publice să acționeze conform legii și asigură protecția drepturilor cetățenilor. Acesta are ca scop:
- De a asigura că legislația europeană este respectată și aplicată corect.
- De a contribui la crearea unui mediu economic stabil și predictibil.
- De a asigura respectarea drepturilor fundamentale, inclusiv a libertăților civile.
- De a preveni corupția și protejarea libertății academice și a mass-mediei.

Potrivit articolului 2 din Tratatul privind Uniunea Europeană (TUE), UE se bazează pe valori precum demnitatea umană, libertatea, democrația, egalitatea și respectarea drepturilor omului, inclusiv a drepturilor minorităților. Aceste valori sunt fundamentale pentru toate statele membre și trebuie promovate de către instituțiile UE.
Potrivit articolului 7, Consiliul European poate să intervină atunci când există riscuri de încălcare a valorilor fundamentale. Comisia Europeană poate iniția acțiuni la Curtea de Justiție împotriva statelor membre care nu respectă obligațiile legale.
Începând din decembrie 2021, UE a adoptat un regulament pentru protejarea bugetului său, care permite aplicarea de măsuri în cazul în care se constată încălcări ale principiilor statului de drept care afectează gestionarea financiară a bugetului UE.

## Immanuel Kant
Scriitorii germani plasează de obicei teoriile filozofului german Immanuel Kant (1724-1804) la începutul legăturii lor cu mișcarea către Rechtsstaat. Kant nu a folosit cuvântul Rechtsstaat, ci a contrastat un stat existent (Staat) cu un stat constituțional ideal (Republik). Abordarea sa se bazează pe supremația constituției scrise a unei țări. Kant a propus ca această fericire să fie garantată de o constituție morală convenită de popor și, prin aceasta, de guvernul moral.
„Învățătura politică a lui Kant poate fi rezumată într-o frază: guvernul republican și organizația internațională. În mod mai caracteristic termenii kantieni, doctrina statului este bazată pe lege (Rechtsstaat) și pe pace veșnică. Într-adevăr, în fiecare dintre aceste formulări, ambii termeni exprimă aceeași idee: cea a constituției legale sau a "păcii prin lege". ... Fiind pur și simplu prin el însuși, filozofia politică a lui Kant, fiind în esență o doctrină legală, respinge prin definiție opoziția dintre educația morală și jocul pasiunilor ca fundații alternative pentru viața socială. Statul este definit ca unirea bărbaților în conformitate cu legea. Statul, așa cum se numește, este constituit din legi care sunt necesare a priori pentru că derivă de la însăși conceptul de lege. Un regim nu poate fi judecat prin alte criterii și nici nu i se atribuie alte funcții decât cele proprii ordinii legale ca atare.”
Statul de drept presupune armonizarea, echilibrarea raporturilor celor două componente, în sensul domniei legii, adică a supremației ei absolute în scopul prezervării drepturilor și libertăților individuale. El a apărut în secolele XVII-XVIII, în cadrul revoluțiilor din țările occidentale îndreptate împotriva arbitrariului feudal. În epoca modernă conceptul a fost reactualizat, în urma experiențelor totalitare din mai multe țări europene. Prin trăsăturile sale, se observa că, de fapt, statul de drept se identifică cu statul liberal-democratic. Oricum, reprezintă stadiul cel mai avansat de organizare social-politică, validat de experiența istorică, ceea ce nu înseamnă că nu este perfectibil.
În ceea ce privește categoria „stat de drept”, în literatura de specialitate au fost elaborate câteva zeci de definiții ale ei, ceea ce este firesc dacă avem în vedere faptul că cel mai adesea este tratată în interdependență cu categoria de „democrație” căreia îi găsim alte câteva zeci de definiții. Jaques Chevallier definește „statul de drept” ca fiind „tipul de regim politic în care puterea statului se afla încadrată și limitată de către drept”. Conceptul statului de drept a fost elaborat în Europa continentală la sfârșitul secolului al XX-lea de către doctrina juridică germană, însăși expresia „stat de drept” – „Rechtsstaat”- apare pentru prima dată în terminologia juridică germană în secolul al XIX-lea , apoi doctrina franceză – „Etait et droit”-, pentru ca treptat să se generalizeze pe continent sub diferite terminologii proprii fiecărei limbi: „Estado de derecho” în spaniolă, „Stato di dirito” în italiană, etc. Specialiștii apreciază că izvorul de la care a plecat teoria juridică în elaborarea categoriei „Rechtsstaat” este filosofia kantiană referitoare la societatea civilă, în care individului îi sunt garantate drepturile naturale; pentru Kant constrângerea transformă starea precară a libertăților subiective în stat de drept. Principiile „statului de drept” sunt repere metodologice de construire a lui.
În opinia profesorului Tudor Drăganu principiile statului de drept sunt următoarele:
- Principiul drepturilor și libertăților naturale ființei umane. Este bine cunoscut faptul că în antichitate statul era considerat valoarea supremă. Aceasta îi conferea prerogative nelimitate, pe care și le-a exercitat până în secolul al XX-lea d. Hr. Constituția italiană zisă "a lui Mussolini" stabilea „Statul este totul, individul – nimic”. Chiar la acest început de mileniu III, există regimurile totalitare care proclamă supremația absolută a statului, lipsind de conținut libertățile cetățeanului. Declarația Drepturilor Omului și ale Cetățeanului (1789) a preluat ideile de filosofie socială ale lui John Locke – adevărata „biblie a liberalismului și individualismului” – și a statuat în art. 2 că „scopul oricărei asociațiuni politice este păstrarea drepturilor naturale și imprescriptibile ale omului”, iar în art. 16 a rezumat concepția despre statul de drept: „ orice societate în care granița drepturilor nu este asigurată și nici separația puterilor determinată, nu are constituție”.
- Principiul filosofic al drepturilor și libertăților naturale ale ființei umane înseamnă nu numai că ființa umană, în individualitatea ei, se naște purtându-le, ci și faptul că, de când există ființa umană, există drepturile și libertățile ei. Drepturile și libertățile inerente naturii umane sunt imprescriptibile de către stat, pe de o parte, iar pe de alta sunt inalienabile de către cel care este titularul lor. Aceasta înseamnă că statul este limitat tocmai de ceea ce e natural în drept, de individul uman, subiectul unui sistem de drept fiind expresia sistemului dreptului, aceasta având și temeiul în condiția umană, pe coordonatele ei „omni et soli” aceleași.

## Principiile statului de drept
Principalele principii ale statului de drept sunt:
- Statul se bazează pe supremația Constituției și garantează siguranța și drepturile constituționale ale cetățenilor săi
- Societatea civilă este un partener egal cu statul
- Separația puterilor statului în diferite compartimente  (legislativ, executiv și judiciar) cu puteri și responsabilități separate și independente.
- Atât puterea legislativă, cât și democrația în sine sunt legate de drepturile și principiile constituționale

## Modelul rusesc al statului de drept
Sistemul de drept rus, influențat de transformările din secolul al XIX-lea, în timpul reformelor țarului Alexandru al II-lea, are la bază doctrina statului de drept german. Conceptul de „stat juridic" (în rusă: Правовое государство, pravovoe gosudarstvo) este un principiu fundamental (dar nedefinit) care apare în Constituția Federației Ruse: „Federația Rusă - Rusia - constituie o federație democratică, stat de drept, cu o formă de guvernare republicană".
Conceptul rus de stat de drept a adoptat multe elemente ale economiei constituționale. Economia constituțională este un domeniu al științelor economice și al constituționalismului, care descrie și analizează interdependențele specifice dintre problemele constituționale și funcționarea economiei, inclusiv procesul bugetar.